# Зоркий-4К
Зо́ркий-4К — последний дальномерный фотоаппарат, выпускавшийся Красногорским механическим заводом с 1972 по 1978 год. В 1980 году выпущена небольшая партия фотоаппаратов, вероятно, из запчастей со склада.
«Зоркий-4К» разработан на базе фотоаппарата «Зоркий-4», отличался курковым взводом затвора и несъёмной приёмной катушкой.
Фотоаппаратов «Зоркий-4К» было выпущено 524.646 шт.

## Технические характеристики
- Тип применяемого фотоматериала — перфорированная фотокиноплёнка шириной 35 мм (фотоплёнка типа 135) в стандартных кассетах. Возможно применение двухцилиндровых кассет с раздвижной щелью.
- Размер кадра — 24×36 мм.
- Корпус — литой из алюминиевого сплава, со съёмной задней стенкой.
- Курковый взвод затвора и барабанный механизм перемотки плёнки.
- Фотографический затвор шторный, с горизонтальным движением матерчатых шторок.
- Штатный объектив — «Индустар-50» 3,5/50 или «Юпитер-8» 2/50. Крепление — резьбовое соединение M39×1/28,8.
- Дальномер с базой 38 мм.
- Видоискатель с диоптрийной коррекцией, совмещён с дальномером, увеличение окуляра 0,6×.
- Диапазон выдержек от 1/1000 сек до 1 сек и «В».
- Обойма для крепления сменного видоискателя и фотовспышки. Кабельный синхроконтакт с регулируемым временем упреждения.
- Механический автоспуск.
- Резьба штативного гнезда — 1/4 дюйма.

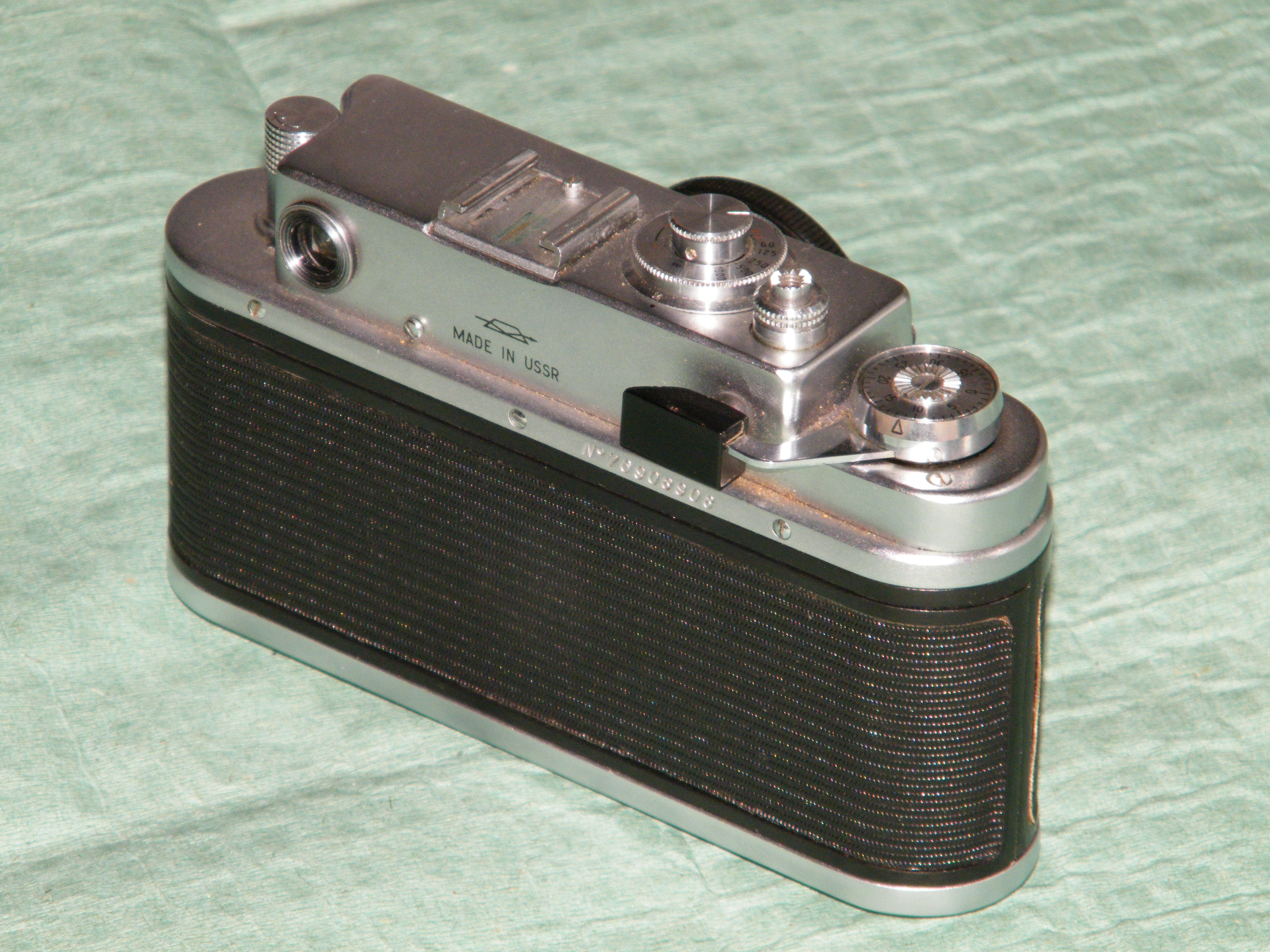
«Зоркий-4К»